# Hep van Delft

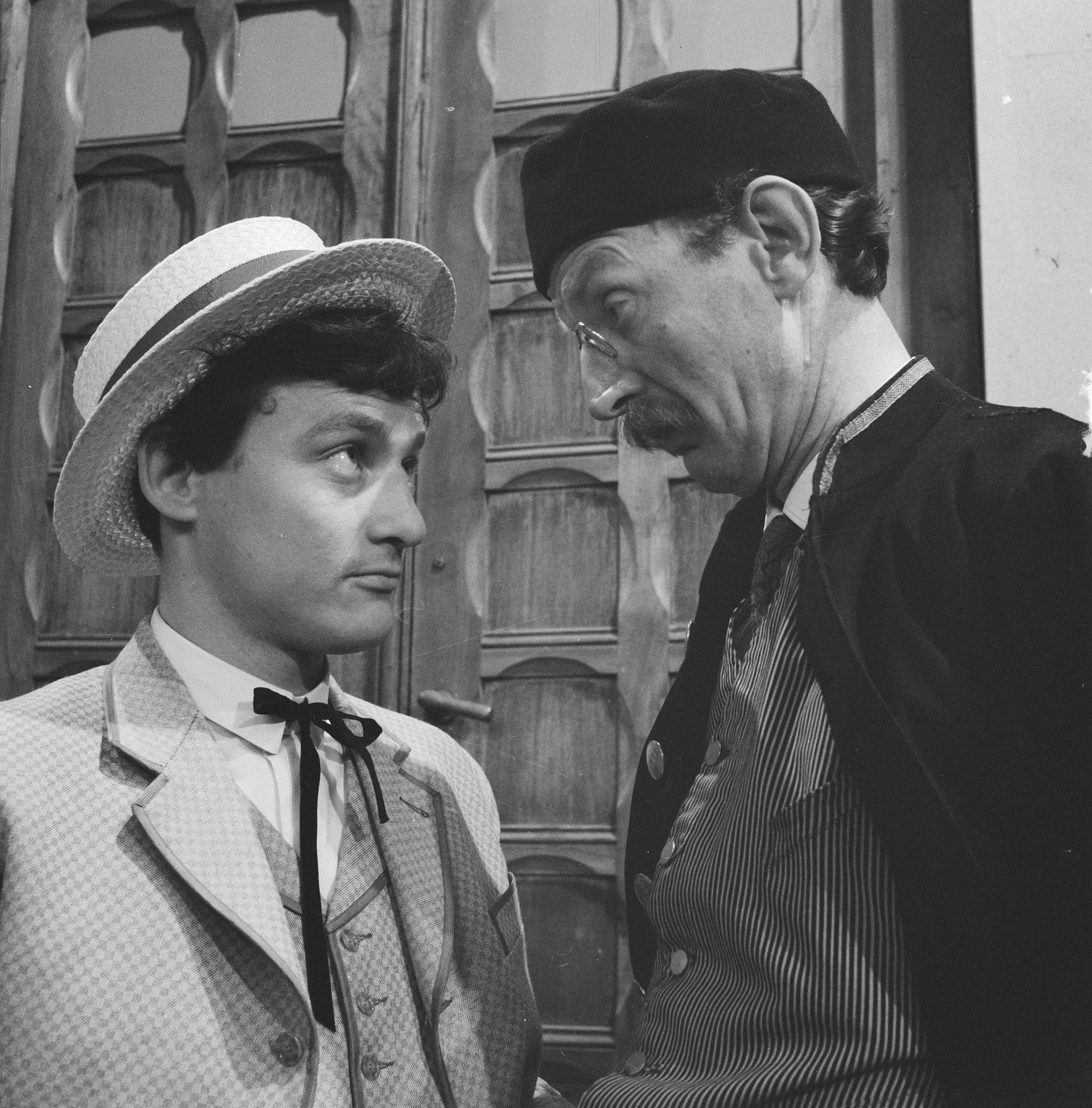
Jules Croiset links, Hep van Delft (rechts) (1961)

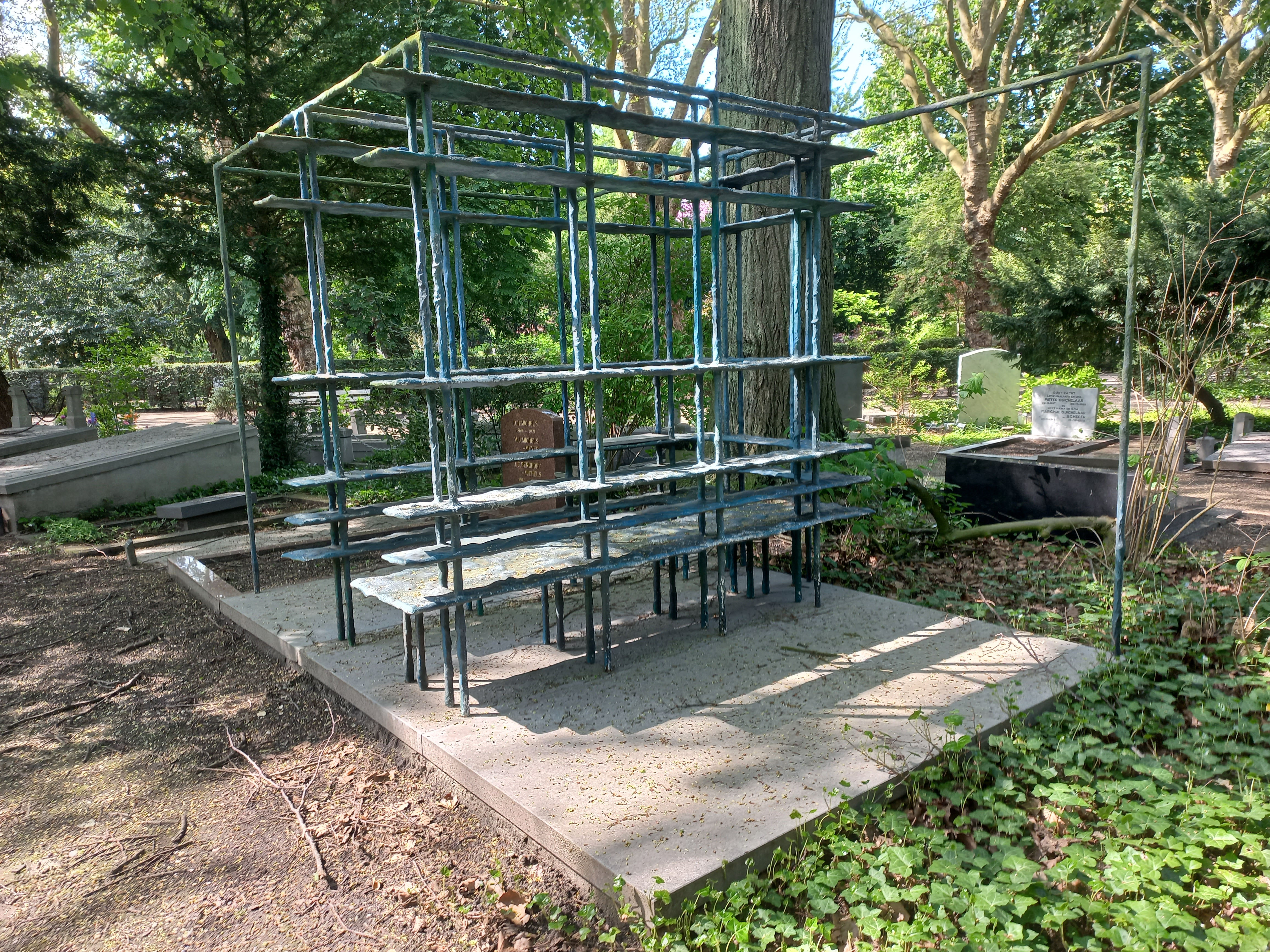
Graf Hep van Delft (mei 2023)

Herman (Hep) van Delft (Amsterdam, 12 mei 1921 - Laren (Noord-Holland), 12 mei 1999) was een Nederlands acteur en decorontwerper. 
Hij was zoon van huisschilder Hermanus Bernardus van Delft en Neeltje van Wijnen. Hijzelf was getrouwd met naaister Hendrika Maria (Riet) Schwartz (1923-2002).
In Amsterdam doorliep hij de MULO. Daarna volgden baantjes bij een makelaar in zuidvruchten, rijst en specerijen. Zijn persoonskaart vermeldt nog werkzaamheden voor de PTT, kunstschilder en assistent inspeciënt.    
Tijdens de Tweede Wereldoorlog zat het echtpaar enige tijd ondergedoken, daarna bekwaamde Van Delft zich aan een tekenopleiding. In 1947 duikt zijn naam op in voorstellingen van het Nederlands Toneel van Caroline van Dommelen en het Vrije Toneel van jan Lemaire jr.. Daarna volgden nog het Nederlands Volkstoneel, De Rotterdamse Comedie en Arena. Tussen 1956 en 1970 werkt hij voor de Haagse Comedie, in 1967 werd zijn decor voor Van de brug af gezien van Arthur Miller onderscheiden met Decor van het jaar. In die periode werkte hij overigens ook nog voor andere gezelschappen zoals Toneelgroep Theater. Aan het eind van zijn loopbaan was hij freelancer. Hij ontwierp ook wel voor televisieprogramma’s.
Zijn beroep als acteur was van ondergeschikt belang; bijzonder was een versie van het toneelstuk Quadrille van Noël Coward; Hep van Delft stond in zijn eigen decor de rol van butler te spelen tussen bekende acteurs als Paul Steenbergen, Manfred de Graaf en Anne Wil Blankers. Het werd voor de televisie gebracht door de Vpro.
Herman van Delft werd begraven op Zorgvlied waar een grote stellage als beeldhouwwerk op zijn graf staat.